# Fritz Strobl

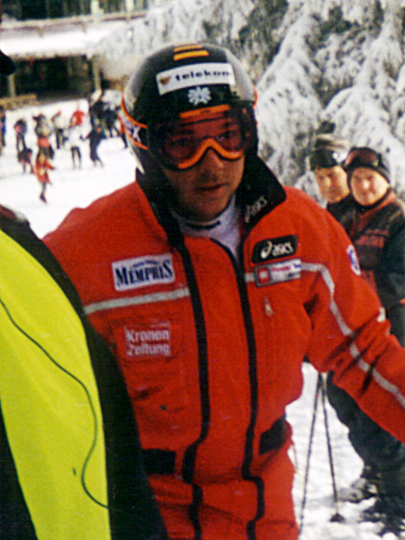
Fritz Strobl i Kitzbühel 2000.

Fritz Strobl född 24 augusti 1972 i Lienz, Österrike är en österrikisk alpin skidåkare.

## Meriter

### Världscupsegrar
| Datum            | Plats                           | Disciplin |
| ---------------- | ------------------------------- | --------- |
| 15 december 1996 | Frankrike Val d'Isère           | störtlopp |
| 25 januari 1997  | Österrike Kitzbühel             | störtlopp |
| 12 mars 1997     | Vail                            | störtlopp |
| 22 januari 2000  | Österrike Kitzbühel             | störtlopp |
| 13 februari 2000 | Österrike St Anton              | Super-G   |
| 27 januari 2001  | Tyskland Garmisch-Partenkirchen | störtlopp |
| 29 december 2001 | Italien Bormio                  | störtlopp |
| 26 januari 2002  | Tyskland Garmisch-Partenkirchen | Super-G   |
| 26 november 2005 | Kanada Lake Louise              | störtlopp |

### VM
- 2007 silver i Super G
- 2007 guld i nationstävling

### OS
- 2006 guld i störtlopp